# Ferdinand Löwe

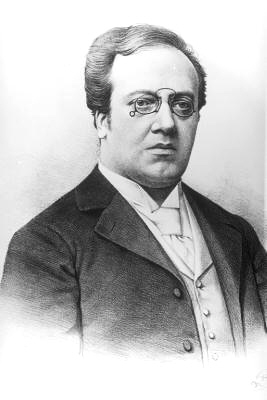
Ferdinand Löwe.

Ferdinand Löwe (Vienna, 19 febbraio 1865 – 6 gennaio 1925) è stato un direttore d'orchestra austriaco.

## Biografia
Löwe nacque a Vienna dove, assieme a Monaco di Baviera, si svolgerà gran parte della sua carriera. Dal  1896 Löwe diresse la Kaim Orchestra, oggi Münchner Philharmoniker, dove tornò dal 1908 al 1914. Nel 1900 Löwe fondò e diresse la Wiener Concertvereinsorchester, oggi Wiener Symphoniker. Insegnò all'Universität für Musik und darstellende Kunst Wien dal 1884. Venne eletto direttore nel 1919 e vi rimase fino al 1922.

## Bruckner
Fu un allievo di Anton Bruckner, e fu poi uno dei maggiori diffusori delle sue sinfonie. Tentò più volte di convincere il compositore ad orchestrare nuovamente le sue musiche, per renderle più fruibili al pubblico. Nel caso della Sinfonia n. 9 di Anton Bruckner, Löwe stesso fece delle modifiche all'armonia, all'orchestrazione, al fraseggio ed alla dinamica, prima della prima esecuzione, avvenuta dopo la morte di Bruckner. La versione originale di Bruckner non venne udita prima del 1932, quando venne eseguita da Siegmund von Hausegger, successore di Löwe a Monaco di Baviera. La sinfonia viene oggi eseguita senza le modifiche di Löwe.